# Ergavia exstantilinea
Ergavia exstantilinea är en fjärilsart som beskrevs av Louis Beethoven Prout 1932. Ergavia exstantilinea ingår i släktet Ergavia och familjen mätare. Inga underarter finns listade i Catalogue of Life.